# Pseudoharpax abyssinicus
Pseudoharpax abyssinicus är en bönsyrseart som beskrevs av Max Beier 1930. Pseudoharpax abyssinicus ingår i släktet Pseudoharpax och familjen Hymenopodidae. Inga underarter finns listade i Catalogue of Life.